# Молюцела

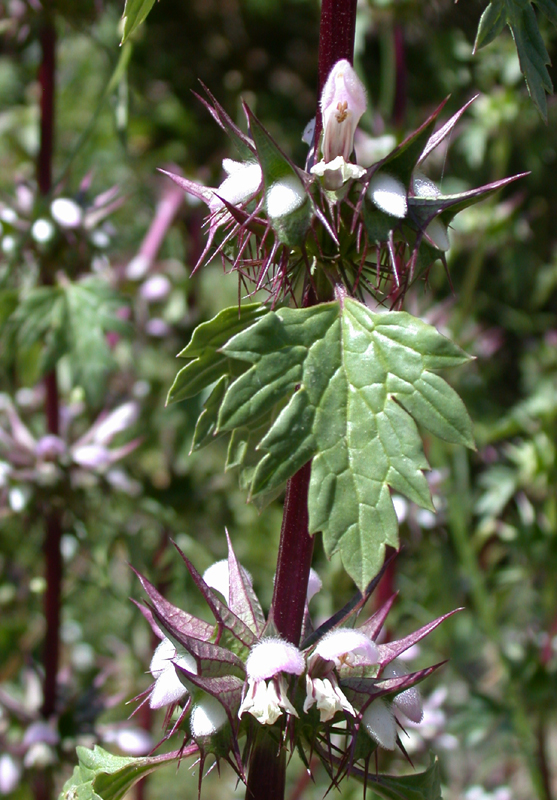
Moluccella spinosa

Молюце́ла (Moluccélla) — рід квіткових рослин родини глухокропивові (Lamiaceae).

## Ботанічний опис
Представники виду — однорічні або короткоживучі багаторічні рослини, зустрічаються від північного заходу Індії до Середземномор'я. Це високі, прямостоячі, розгалужені рослини висотою до 1 м або вищі, із зубчастими листками та невеликими білими ароматними квітками.

## Господарське значення та застосування
Види роду вирощуються як декоративні рослини. Вони неморозостійкі, добре ростуть на сонячних місцях та на помірно вологих, поживних, але добре дренованих ґрунтах. Розмножуються насінням.

## Види[1]
1. Moluccella aucheri (Boiss.) Scheen
2. Moluccella bucharica (B.Fedtsch.) Ryding
3. Moluccella fedtschenkoana (Kudr.) Ryding
4. Moluccella laevis L. типовий — Молюцелла гладка
5. Moluccella olgae (Regel) Ryding
6. Moluccella otostegioides Prain
7. Moluccella sogdiana (Kudr.) Ryding
8. Moluccella spinosa L. — Молюцелла колюча